# كيت بايبر
كيت «كاتي» إليزبيث بابير (بالإنجليزية: Katie Piper) (مواليد 12 أكتوبر 1983) كاتبة وناشطة ومقدمة برامج وعارضة أزياء سابقة إنجليزية
من بلدة أندوفر، هامبشاير، تعرضت عام 2008 لحادثة بشعة لكنها لم تدع تلك اللحظة تدمر حياتها بل كانت محفزاً لتصبح فرداً فاعلاً ومؤثر في المجتمع وصاحبة مؤسسة خيرية، وقعت ضحية إلقى حمض الكبريتيك عليها نتج عنه تشويه وجهها وأجزاء من جسمها وفقدها إحدى عينيها بتحريض المعتدي من صديقها السابق الذين تم التعرف عليهما من خلال كاميرا المراقبة العامة ومن ثم القبض عليهما ويقضيان عقوبة السجن بإمكانية الإفراج المشروط.
تحت وقع الصدمة بعد هجوم عليها شمال لندن في أحد المقاهي العامة وانهيارها نقلت كيت بايبر على الفور لعلاج في مستشفى تشيلسي وستمنستر، حيث أزال الجراحون كل الجلد عن وجهها قبل إعادة بنائه مع جلد بديل وإعادة زراعته مرة أخرى فيما يعرف ب ترقيع الجلد وكان الإجراء الأول من نوعه الذي يتم الانتهاء منه في عملية واحدة، في 29 أكتوبر 2009 قررت كيت تسجيل فيلم وثائقي مع القناة الرابعة البريطانية بعنوان كاتي: وجهي جميل بثته القناة كجزء من سلسلة برنامج كاتينغ إيج للأفلام الوثائقية التلفزيونية، في أواخر تلك السنة أنشأت كاتي بايبر مؤسستها الخيرية التي تهدف إلى جمع التبرعات والمساعدة على رفع الوعي بمعانات ضحايا الحروق والتشوهات الناتجة عن أي إصابات أخرى، ظهرت بايبر كمقدمة برنامج صدمات جسد على القناة الرابعة البريطانية حول أفراد الجمهور على وشك الخضوع لإجراءات تغيير الجسم وأولئك الذين يندمون على الإجراءات التي اتخذوها.
أعلن في 10 مايو 2010 ترشيح فيلم كاتي: وجهي جميل ليكون من ضمن فئة الأفلام الوثائقية الفردية المرشحة لنيل جائزة الأكاديمية البريطانية للتلفزيون 2010 التي تقدمها الأكاديمية البريطانية لفنون الفيلم والتلفزيون وتقام سنوياً في العاصمة البريطانية لندن.
في 13 أغسطس 2018، تم إعلانها أحد المتسابقين المشاركين في الموسم السادسة عشرة من برنامج الرقص تعال أرقص بدقة. في 13 أغسطس 2018، تم الإعلان عنها كأول متسابقة في مسابقة Strictly Come Dancing لذلك العام. في 11 سبتمبر 2020، أعلنت وسائل إعلام بي بي سي أن كاتي بايبر ستنضم إلى فريق BBC1 Songs of Praise كمقدمة مميزة، ومن المقرر أن يتم بثها لأول مرة في 20 سبتمبر. وكانت بايبر قد ظهرت سابقًا كضيفة مع والدتها في نسخة عيد الأم لعام 2020، عندما شرحت اللحظة التي وجدت فيها إيمانها. في يوليو 2021، أصبحت بايبر أحد أعضاء اللجنة في برنامج "المرأة الفضفاضة".

## نشأتها
ولدت كاتي بايبر في عام 1983 في هامبشاير، وهي ابنة ديان وديفيد بايبر، لديها أخت أصغر والأخ الأكبر. كطفلة أرتادت مدرسة هارو واي. في وقت لاحق عملت في التلفزيون البريطاني كمقدمة برامج وصحفية وعمل والدتها في مدرسة ابتدائية إنجليزية كمساعدة للمعلم قادها لمحاولة في ضمان أن تحصل على وظيفة في نفس المدرسة.
بدأ بعد ذلك مهنة في عروض الأزياء؛ شاركت في العديد من الأزياء والسحر والصور الفوتوغرافية الترويجية خلال حياتها المهنية، بما في ذلك عرض الأزياء في الصحف الوطنية، دخلت أيضا مسابقة جمال كانت صاحبة المركز الثاني في مسابقة ملكة جمال وينشستر 2006، وشاركت في مسابقة ليتل بلاك بوك لمجلة ماكسيم في عام 2006.
وعملت خلال فترة من شبابها كعارضة استعراضية - مثل العمل فتاة حلبة في تجهيزات فنون القتال. من خلال عملها كفتاة حلبة، أصبحت معروفة في مجتمع MMA (فنون القتال المختلطة).
أجرى بايبر أيضًا مهنة كمقدم برامج تلفزيونية رقمية، حيث كان يعمل أساسًا على البرامج التلفزيونية والميزات على شبكة الإنترنت، وعلى القنوات التلفزيونية الرقمية الصغيرة، وخاصة في مجالات التسوق والدردشة الحية. مع بدء تطور حياتها المهنية، ابتعدت بايبر عن منزل عائلتها في هامبشاير، وبدأت تعيش مع أصدقائها في شقة في منطقة جولدرس غرين في شمال لندن.

## الإعتداء
الحدث الكبير الذي غير حياة شابة شقراء في مقتبل العمر للأبد، تسعى لتكون عارضة أزياء مشهورة وتنتظرها حياة مهنية وحياتية كانت في مارس 2008 , بعد تعرفت على دانيال لينش عن طريق الفيسبوك، والتقت به للمرة الأول في ريدينج، بيركشاير، كيت كانت مسروره بهذه العلاقة بعد فترة أقترب شخص غريب يدعى «ستيفان سيلفستر» وألقى كوب من حمض الكبريتيك بتحريض من صديقها السابق «دانيال لينش» وأصيبت بحروق شديدة في الوجه والصدر والرقبة واليدين وأصابها أيضا بالعمى في إحدى عينيها الأمور أكثر سوءا كان قبل يومين من الهجوم، عندما تعرضت أيضاً للاغتصاب من قبل صديقها السابق في غرفة فندق لندن بعدما أنهت علاقتها به، العلاقة التي لم تدم أكثر من أسبوعين، الأسواء انه لم يكن معروفاً لديها أن لينش سبق أن حكم عليه بالسجن بسبب إلقاء الماء المغلي في وجه رجل.

### العلاج
بعد الهجوم نقلت كيت بايبر بعد الحادثة ل مستشفى تشيلسي وستمنستر حيث قضت فترتها العلاجية المبدئية، قضت بايبر ما يقرب من شهرين في المستشفى ووضعت في الغيبوبة لمدة 10 يوما على أقل تقدير في بداية الرحلة العلاجية الطويلة والمؤلمة لحظة الإستيقاظ الأول كانت مرعبة جداً هكذا عبرت عنها حيت لم يكن بستطاعتها الكلام لم تكن قادرة على التنفس بشكل طبيعي، أو الأبتلاع كما ينبغي حتى جفني عينيها إنصهرت معاً، في لحظاتها الأولى استطاعت سماع أصوات من حولها وكنت على قناعة تامة أن من هاجمها سيعود لنيل منها، بعد خروجها من المستشفى وتعرفها على مقدار الضرر الذي تعرضت لها، أول ردت فعل كانت سؤالها «لماذا أنا؟!» كل ما جال في خاطرها مقدار ما خسرته مادياً ومعنوياً صحتها، عملها واستقلاليتها، منذ ذلك الحدث وحياتها قد تحولت للأساسيات الملطقة للبقاء على قيد الحياة فقط، الأمر تطلب خضوعها لأكثر من 200 عملية لأعادة ترميم وجهها وإعادة تكوين أنفها من جديد، نتج عن استنشاقها وابتلعها للحامض عدم قدرتها على الأكل بشكل طبيعي واعتمادها على التغذية الأنبوبية في بادئ الأمر.
ارتدت قناعًا بلاستيكيًا للوجه لمدة 23 ساعة يوميًا، مما أدى إلى تسطيح الندوب وساعد على الحفاظ على الرطوبة. كجزء من رعايتها من الخدمة الصحية الوطنية، عولجت بايبر في عيادة في جنوب فرنسا. تم تصميم العلاج الذي تلقته هناك لتحطيم أنسجة الندبات ومنع تقلص الجلد.
بعد الهجوم، انتقلت بايبر من شقتها في لندن وعادت إلى هامبشاير للعيش مع والديها وشقيقتها الصغرى سوزي.

## رحلة التعافي
رحلة التعافي لم تكن بتلك السهولة على الأطلاق بدأ بالمسارات القانونية لتحصل على حكم قضائي يدين الجناة والشعور بشيء من الأمان،
أكثر الأسئلة شيوعاً تلك التي تواجه بها كيت كثيراً، كيف استطاعت فتاة التعافي، والبقاء بروح إيجابية، كيف استطاعت تجاوز حادثة الاغتصاب، وذلك الهجوم البشع الذي افقدها هويتها، كيف أمكنها التغلب على كل تلك الآلم والعديد من العمليات الجراحية، وبدأ حياة جديدة حياة من الصفر، بعد بث الفيلم الوثائقي بعنوان كاتي: وجهي جميل لأول مرة، كانت ردود أفعال الناس مدهشة ومختلفة، منها مهنئة ومشجعة منها متعاطفه، كيت بايبر تضيف 
| كيت بايبر | حتى تلك اللحظة لم أشعر أنني قمت بعمل بطولي , كم كبير من الرسائل وصلتني من جميع أنحاء العالم ليس فقط تعاطفاً من أشخاص أصيبوا بحروق ولكن رسائل من مراهقن , أمهات , مثليين , أناس يعانون من أي مشاكل يمكنك تخيلها أشخاص يعانون من حب الشباب , أشخاص يعانون من ضطرابات الأكل و عنف منزلي , أناس ينتظرون تغير جنسهم , أناس استهلكهم شعورهم بالنقص و الوحدة و كنت مندهشة جداً | كيت بايبر |

 بطريقة ما احست كيت أنها أًصبحت سفيرة ليس فقط للناجين من الحروق ولكن لكل أولئك الناس الذين يعيشون آلالم عاطفية.

## قنوات الإذاعة والتلفزيون

### كاتي: وجهي الجميل
عام 2009 اختارت كيت بايبر الظهور بهويتها المشوهة وتسجيل فيلم وثائقي مع القناة الرابعة البريطانية بعنوان كاتي: وجهي جميل بثته القناة في 29 أكتوبر 2009، على الرغم من حقها في عدم كشف عن هويته اختارت كشف هويتها، في محاولة لزيادة وعي العامة عن وضع ضحايا الحروق، ومرحلة العلاج الصعبة المؤلم الذي تمر به، وأن يتفهم الناس لماذا بدت بهذا المظهر، اختارت كيت بايبر أيضاأجزء مقتطفة من الفيلم الوثائقي لأعادة بثه مرتين في أعياد الميلاد لتوصيل الرسالة والذي تحضى بأعلى نسبة مشاهدة وهو ما تم بنسبة مشاهدة أكثر 3 ملايين مشاهد.
في 10 مايو 2010 تم ترشيح فيلم كاتي: وجهي جميل ليكون من ضمن فئة الأفلام الوثائقية الفردية المرشحة لنيل جائزة الأكاديمية البريطانية للتلفزيون 2010 .

## كتب منشورة

### سيرة ذاتية
في عام 2010 كشفت كاتي بايبر انها بصدد نشر سيرة ذاتية وهو ما تم فعلاً بإصدارها أول كتاب بعنوان " Beautiful " صدر عن دار النشر البريطانية إبوري في 17 فبراير 2011

## حياتها الشخصية
في أكتوبر 2013، أعلنت أنها حامل. أنجبت بايبر في مارس 2014 طفلها الأول، بيل إليزابيث، في ديسمبر 2014، أعلنت خطبتها على صديقها ريتشارد جيمس ساتون. وحتفلت بزفافها في 6 نوفمبر 2015 وتنشر أول صورة لحفل زواجها وتكتب عنه
| كيت بايبر | " أنه أحد أفضل أيام حياتي، لقد تزوجت! ". | كيت بايبر |

يوم 13 ديسمبر عام 2017، أنجبت الابنة الثانية.

## روابط خارجية
- كيت بايبر على موقع IMDb (الإنجليزية)
- كيت بايبر على موقع قاعدة بيانات الفيلم (الإنجليزية)
- Katie: My Beautiful Face at Channel 4
- Katie: My Beautiful Friends at Channel 4
- Official site for her book Things Get Better نسخة محفوظة 13 أبريل 2012 على موقع واي باك مشين.